# Давид Младенов
Давид Николов Младенов е български политик от БЗНС.

## Биография
Роден е на 31 октомври 1888 г. в софийското село Долно Камарци. За антивоенна дейност през Първата световна война е съден от Военнополеви съд. Участва във Владайското въстание. По време на управлението на Александър Стамболийски е върховен съюзен съветник. През 1923 г. участва в Септемврийското въстание. Осъден на 6,5 години затвор. През 1924 г. освободен след амнистия. От 1931 до 1934 г. отново е върховен съюзен съветник. От 1942 г. е секретар на Районен комитет (В. Левски) на ОФ в София. Арестуван и интерниран. След 9 септември 1944 г. е секретар на Районен комитет на ОФ, кмет на V кметско представителство. От 1945 г. е началник на Административния отдел в Дирекция на народната милиция. В периода 1948 – 1959 е секретар на земеделската дружба в София. Бил е общински съветник. Член е на Управителния съвет на БЗНС. Награждаван е с орден „Георги Димитров“ (1958, 1978) и почетното звание „Герой на социалистическия труд“ (указ № 830 от 30 октомври 1968 г.). Умира на 23 септември 1981 г. в София.